# 주교역
주교역(Jugyo station, 舟橋驛)은 옛 장항선의 철도역이었다. 2004년 7월 14일을 마지막으로 여객열차 취급이 중지되었으며, 2007년 12월 21일 장항선 이설공사 준공과 함께 이듬해 1월 1일 공식적으로 폐지되었다.

## 역명 유래
주교(舟橋)는 한국어로 풀이하면 배다리라는 의미인데 예전에 지금의 면사무소 소재지 인근까지 배가 들어왔고 이때 주민들의 왕래를 위해 배를 연결하여 그 위에 널빤지를 깔고 건너다니던 시절이 있었는데 이때부터 배다리라 부른데서 비롯되었다.

## 역사
- 1929년 12월 1일 : 간이정류장으로 영업 개시
- 일자 불명 : 폐역
- 1966년 2월 21일 : 무배치간이역으로 영업 개시[1]
- 1967년 9월 1일 : 을종승차권 대매소로 지정[2]
- 1992년 11월 1일 : 을종승차권대매소 폐지
- 1998년 12월 1일 : 장항선 전구간 비둘기호 운행중단
- 2004년 4월 1일 : 장항선 통일호 운행중단
- 2004년 7월 15일 : 여객 취급 중지[3]
- 2008년 1월 1일 : 폐역[4]

## 참고 문헌
1. ↑  철도청 고시 제218호(1966.02.11)
2. ↑  대한민국관보 철도청고시 제351호, 1967년 8월 29일
3. ↑  대한민국관보 철도청고시 제2004-30호, 2004년 7월 16일
4. ↑  대한민국관보 건설교통부고시 제2007-618호, 2007년 12월 31일